# Niedźwiedziska (przystanek kolejowy)
Niedźwiedziska – przystanek gryfickiej kolei wąskotorowej w Niedźwiedzisku, w województwie zachodniopomorskim, w Polsce.